# Иванов, Денис (футболист)
Дени́с Ивано́в (латыш. Deniss Ivanovs; 11 января 1984, Лиепая) — латвийский футболист, защитник. С 2005 года по 2013 год выступал в национальной сборной Латвии.

## Биография

### Клубная карьера
Родился в Лиепае, на юношеском уровне выступал за «Металлург» из родного города. В основном составе дебютировал в 2001 году и провёл за клуб девять сезонов (187 матчей, 9 голов). Был капитаном команды.
2 июля 2009 года Иванов отправился на просмотр в амстердамский «Аякс». Спортивный директор «Металлурга» Юрий Андреев заявил, что Иванов вернётся в клуб 8 июля, и если он подойдёт команде Мартина Йола, то начнутся переговоры с «Аяксом». 5 июля 2009 года Денис принял участие в товарищеском матче против кейптаунского «Аякса», но именно в составе южноафриканского клуба. Проведя на поле 67 минут, Денис был заменён на Думисане Мамелу, в итоге амстердамский «Аякс» одержал победу над одноклубниками из Кейптауна со счётом 3:2. Всего Иванов сыграл в трёх товарищеских матчах «Аякса», а после завершения сбора латвийскому защитнику было предложено поиграть в Южной Африке за кейптаунский «Аякс», который является фарм-клубом амстердамской команды. 26 августа 2009 года Денис заключил трёхлетний контракт с кейптаунским «Аяксом», после этой сделки Иванов стал первым латвийским футболистом в Чемпионате ЮАР.
16 июля 2010 года заключил двухлетний контракт с турецким «Сивасспором». Дебютировал в победном матче против «Галатасарая», отметившись жёлтой карточкой. Всего провёл за «Сивасспор» 16 матчей, однако в середине сезона потерял место в стартовом составе в связи с травмой.
4 июля 2011 года заключил двухлетний контракт с азербайджанским «Баку» вместе с Марисом Верпаковскисом и тренером Александром Старковым.
В феврале 2014 года присоединился к румынскому клубу «Ботошани».

### Карьера в сборной
Впервые в состав сборной Иванов попал в июне 2003 года, когда главный тренер Александр Старков огласил список на кубок Балтии, который должен пройти в Эстонии. Но на турнире, который выиграла его сборная, Денис не провёл ни одного матча. Дебютировал за сборную 24 декабря 2005 года в игре против Таиланда. В 2007 году стал постоянно попадать в стартовый состав. Первый гол забил в ворота сборной Андорры в товарищеском матче 26 марта 2008 года. 19 июня 2010 года впервые стал капитаном национальной сборной.

## Достижения
- Чемпион Латвии: 2005
- Вице-чемпион Латвии (4): 2003, 2004, 2005, 2006
- Обладатель Кубка Латвии: 2006
- Обладатель Кубка Балтийской Лиги: 2007